# Toranche
Toranche – rzeka we Francji, przepływająca przez tereny departamentów Rodan oraz Loara, o długości 29,1 km. Stanowi prawy dopływ rzeki Loary.